# Калашников, Сергей Никифорович
Серге́й Никифорович Калашников (1914 — ?) — советский инженер-механик, учёный, кандидат технических наук (1956), лауреат Государственной премии СССР (1967).

## Биография
Образование: окончил Всесоюзный заочный машиностроительный институт (1948).
С 1930 по 1972 год работал на Московском автомобильном заводе им. Лихачёва, последняя должность — начальник центральной зуборезной лаборатории.
Кандидат технических наук (1956, тема диссертации «Исследование технологических факторов при нарезании конических колес с криволинейными зубьями»), доцент (1964), профессор. Преподавал в заводском ВТУЗе и созданном на его базе Московском автомобилестроительном институте (МАСИ).
Участвовал в проектировании и вводе в эксплуатацию завода грузовых автомобилей в г. Чанчунь (Китай) (1953−1956). 
Дата смерти не выяснена (не ранее 1991).
Сын — Калашников Александр Сергеевич, доктор технических наук, профессор МАМИ.

## Признание и награды
Лауреат Государственной премии СССР (1967, в составе коллектива) — за создание конструкции семейства грузовых автомобилей «ЗИЛ-130» большой производительности, долговечности и современного массового высокоавтоматизированного их производства.
Заслуженный изобретатель РСФСР. Награждён орденом «Знак Почёта» и медалями.

## Публикации
- Зуборезные резцовые головки [Текст]. — 2-е изд., перераб. и доп. — Москва : Машиностроение, 1972. — 161 с. : ил.; 21 см.
- Контроль производства конических зубчатых колес [Текст]. — Москва : Машиностроение, 1976. — 173 с. : ил.; 23 см.
- Зубчатые колеса и их изготовление / С. Н. Калашников, А. С. Калашников. — М. : Машиностроение, 1983. — 264 с. : ил.; 22 см; ISBN В пер.[3]
- Изготовление зубчатых колес : [Учебник для техн. уч-щ] / С. Н. Калашников, А. С. Калашников. — М. : Высш. школа, 1980. — 303 с. : ил.; 20 см; ISBN В пер.
- Шевингование зубчатых колес : [Учеб. для сред. ПТУ] / С. Н. Калашников, А. С. Калашников. — М. : Высш. шк., 1985. — 224 с. : ил.; 21 см. — (Проф.-техн. образование).
- Опыт применения рациональных конструкций резцовых головок [Текст] / С. Н. Калашников, канд. техн. наук. — Москва : Машгиз, 1960. — 122 с. : ил.; 23 см.
- Комплексная автоматизация производства зубчатых колес / А. С. Калашников, С. Н. Калашников. — М. : Машиностроение, 1991. — 287,[1] с. : ил.; 22 см; ISBN 5-217-01249-8 (В пер.)
- Автоматизация и механизация производства зубчатых колес [Текст] / А. А. Сыроегин, С. Н. Калашников. — Москва : Машиностроение, 1970. — 247 с. : ил.; 22 см.
- Калашников С. Н., Калашников А. С., Коган Г. И. Производство зубчатых колес: Справочник — М.: Машиностроение, 1990. — 464 c. ISBN 5-217-00398-7